# Emilie van Outeren
Emilie van Outeren (Amsterdam, 1980) is een Nederlandse journaliste. Vanaf 1 september 2023 is zij correspondent in Washington voor NRC, de krant waar zij sinds 2007 voor werkt. Daarvoor was zij voor dezelfde krant correspondent in Midden-Europa en de Balkan (2019-2023) en politiek verslaggever voor dezelfde krant.

## Opleiding
De oorlogen in voormalig Joegoslavië hadden Van Outeren doen besluiten om journalist te worden. Van 1999-2004 studeerde zij Eigentijdse Geschiedenis (MA) met een minor Journalistiek aan de Rijksuniversiteit Groningen. Het jaar daarvoor leerde zij Spaans als tweede taal aan de Universiteit van Alcalá vlakbij Madrid. Zij nam in 2002 deel aan het Erasmus-uitwisselingsprogramma bij de Universiteit van Sussex. Na stages bij de Volkskrant en het Antilliaans Dagblad deed ze in 2005-2006 een tweede masteropleiding (MS) Journalistiek aan de Columbia University in New York. Als voorbereiding op verslaggeving in Afghanistan, Irak en Oekraïne volgde zij in 2011 een de basiscursus voor NGO-medewerkers en journalisten die opereren in moeilijke en vijandige omgevingen.

## Journalist
Tijdens haar opleidingen werkte Emilie van Outeren in de horeca en leverde onder andere bijdragen aan de Volkskrant, Het Antilliaans Dagblad, The Indianapolis Star, Intelligencer Journal, The Gazette, Philadelphia Inquirer, NRC Handelsblad en Der Spiegel. In 2007 schreef zij het boek Tussen bank en schip over de fatale deelname van ABN Amro aan de zeilrace Volvo Ocean Race. Datzelfde jaar trad ze in dienst bij NRC. 
Vanaf 2010 werkte Van Outeren als defensieverslaggever en als politiek journalist in Den Haag. Van Outeren initieerde bij NRC de politieke nieuwsbrief De Haagse Stemming. Ook verscheen zij regelmatig in talkshows op televisie (Jinek, Pauw, WNL, RTL Late Night, Politieke Junkies) om de politieke actualiteit te bespreken. Tevens berichtte ze, embedded en unembedded, uit Afghanistan, Irak, Mali, Jordanië, Koeweit, Turkije, Oekraïne, de voormalige Nederlandse Antillen en, tijdens de verkiezingen van 2016, de Verenigde Staten.
In de periode 2019-2023 schreef zij als correspondent Midden-Europa en de Balkan voor NRC en het Vlaamse De Standaard. Van Outeren richtte haar aandacht daarbij in het bijzonder op onderwerpen die te maken hebben met de rechtsstaat, mensenrechten, migratie, democratie en corruptie. Zij berichtte vanuit haar standplaats Warschau en reisde regelmatig naar andere landen in de regio, inclusief Wit-Rusland en Oekraïne.

## Erkenning
Tijdens haar werk in Minsk raakte Van Outeren in 2020 gewond. Voor de reportage die ze daarover schreef, Repressie in Wit-Rusland, won zij dat jaar de journalistieke prijs De Tegel in de categorie Verslaggeving.

## Auteur
Als auteur schreef zij in 2007 het narratieve non-fictie boek Tussen bank en schip over ABN Amro in de Volvo Ocean Race. Hierin wordt de samenwerking beschreven tussen zakelijke zeilers en zeilende zakenlui.

## Prijzen
- De Tegel (2020)